# Guilherme José Moreira
Guilherme José Moreira, primeiro e único barão de Juruá (Salvador, 25 de junho de 1835 — Salvador, 23 de setembro de 1899) foi um político brasileiro.
Filho dos portugueses Sebastião José Moreira e Maria José Moreira, transferiu-se para o Amazonas em 1854]. Negociante em Manaus, fundou, junto com seu irmão Emílio Moreira a firma Moreira & Irmão. Foi vereador eleito de Manaus (1868-1872) e depois presidente da Câmara Municipal (1879).
Foi presidente da província do Amazonas, nomeado por carta imperial de 20 de janeiro de 1878, de 27 de fevereiro a 7 de março de 1878 e de 16 de fevereiro a 11 de março de 1884.
Membro da Guarda Nacional, foi sucessivamente alferes, tenente e capitão no 1º Batalhão de Guardas Nacionais  de Manaus, depois coronel comandante.
Agraciado comendador da Imperial Ordem de Cristo em 1880, agraciado barão em 5 de julho de 1889.